# Les Aventuriers du monde perdu
Pour les articles homonymes, voir Lost World (homonymie) et Le Monde perdu.
Les Aventuriers du monde perdu ou Le Monde Interdit, (The Lost World) est une mini-série d'aventure fantastique britannique en deux parties réalisée par Stuart Orme d'après Le Monde perdu de Sir Arthur Conan Doyle.
Produit par la BBC, la mini-série met en scène Bob Hoskins, James Fox ou encore Peter Falk. Il a été diffusé pour la première au Royaume-Uni le 25 décembre 2001. Il a été diffusé en France l'année suivante, le 24 décembre 2002.

## Synopsis

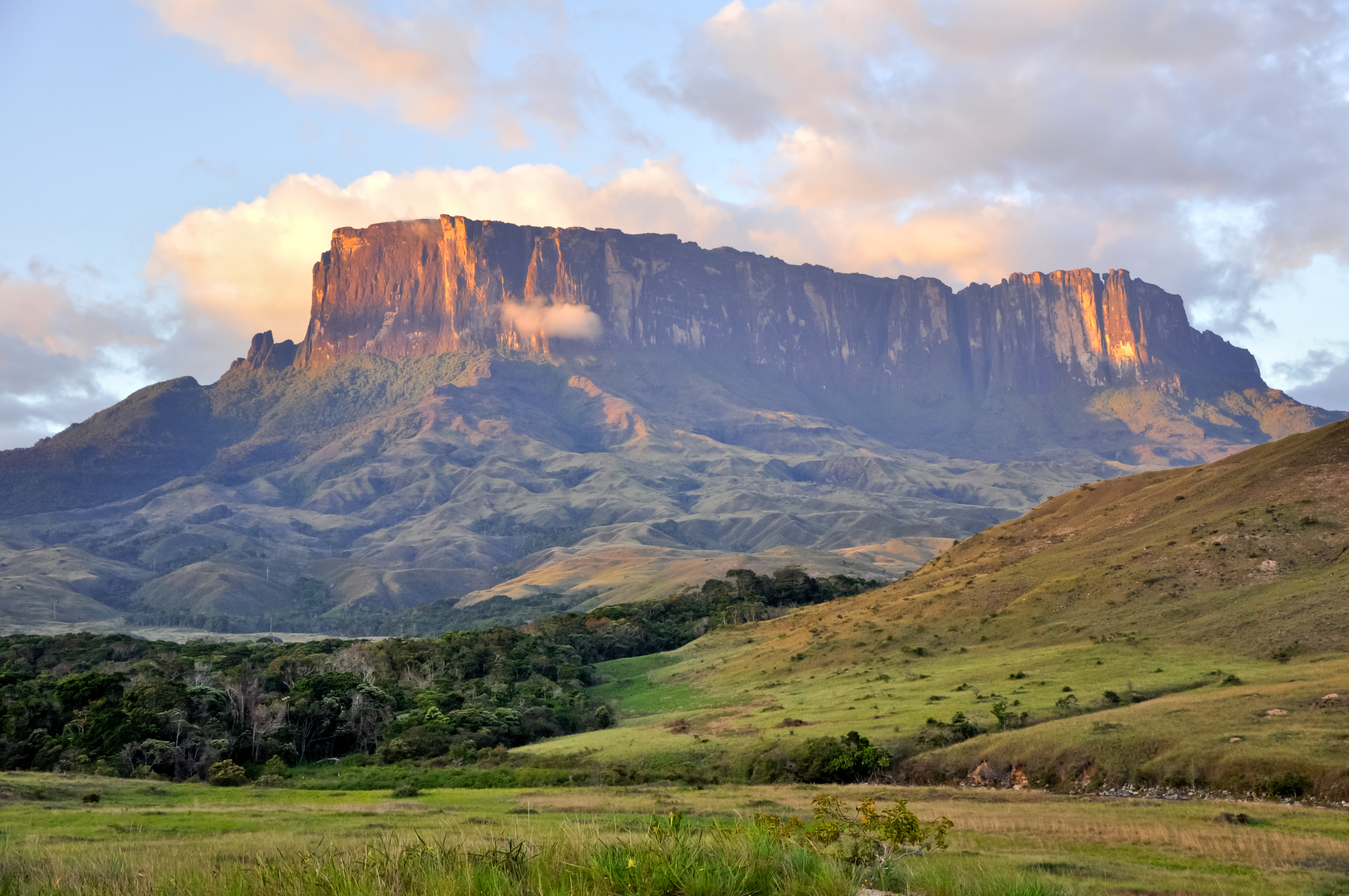
Le mont Roraima qui a inspiré Sir Arthur Conan Doyle pour son « monde perdu ».

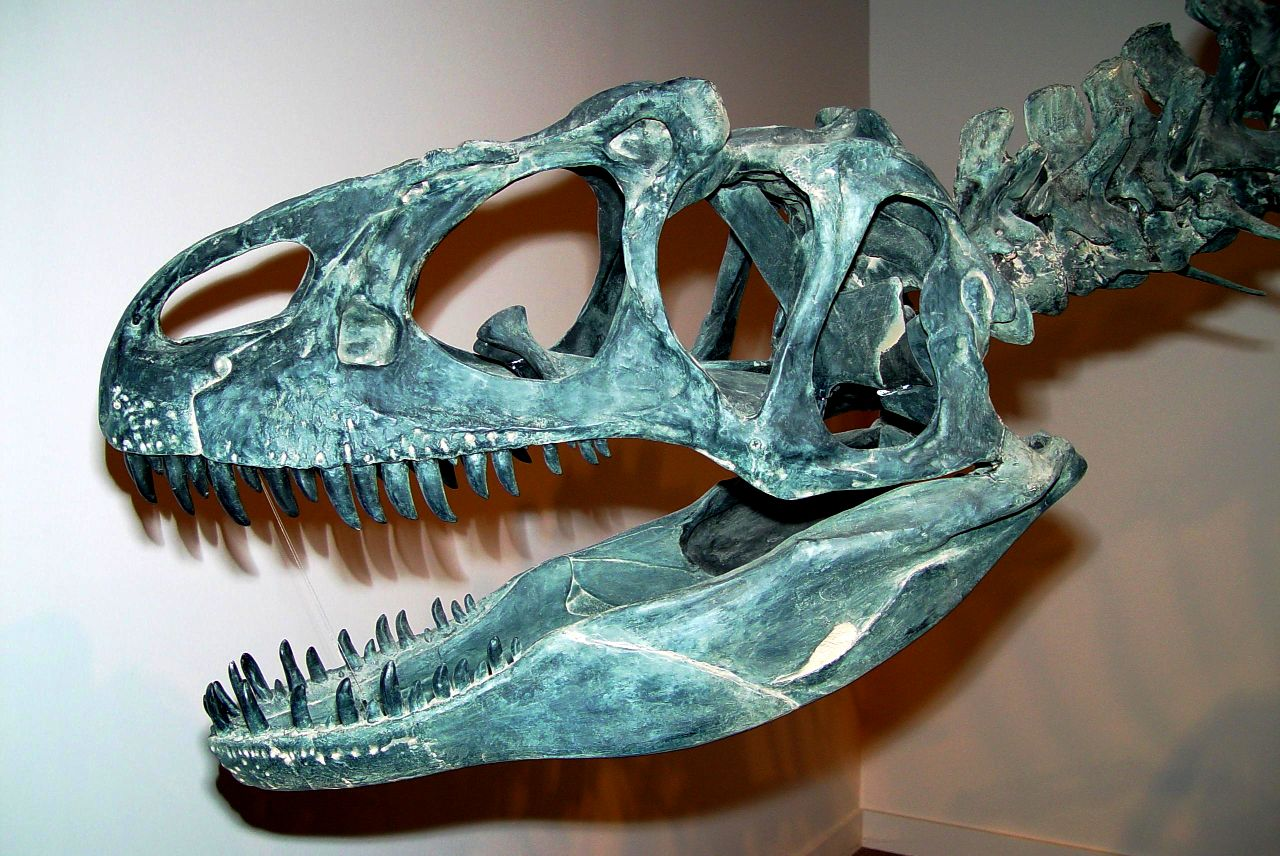
Crâne d'un Allosaurus au Muséum d’histoire naturelle d’Oklahoma.

Londres, 1911. Une conférence paléontologique tenue par le professeur Summerlee est interrompue par le professeur Challenger, tout juste rentré d'une expédition en Amérique du Sud. Ce dernier avance l'hypothèse de l'existence de dinosaures vivants quelque part en Amazonie, sur un plateau encore inconnu et inexploré de l'Homme. Malgré l'hilarité de l'assemblée, il fait alors part de son projet d'expédition pour partir sur place et découvrir ce « monde perdu ».
Se joignent au voyage de Challenger le journaliste Edward Malone, le chasseur Lord John Roxton et le professeur Summerlee lui-même (qui, armé de son esprit critique académique, n'attend qu'une occasion pour prouver la supercherie de son confrère). Le jeune Malone s'embarque surtout pour sa fiancée Gladys, qu'il aimerait à tout prix séduire en lui prouvant sa valeur par un acte héroïque. À leur arrivée au Brésil après une longue traversée, ils vont trouver refuge chez le révérend Théo Kerr qui vit depuis très longtemps dans cette partie du monde en compagnie de sa nièce, Agnes Cluny. Après une courte halte dans leur mission, l'expédition repart en direction du plateau perdu en compagnie de la jeune femme, qui leur servira de guide dans la forêt Amazonienne qu'elle connaît depuis son plus jeune âge.
Les explorateurs s'enfoncent de plus en plus dans la jungle, vers des territoires inconnus, laissant derrière eux la civilisation. Bientôt, ils trouvent un gigantesque plateau rocheux et tentent d'y accéder grâce à un arbre abattu en travers d'un profond ravin...

## Fiche technique
- Titre : Les Aventuriers du monde perdu ou Le Monde interdit (DVD)
- Titre original : The Lost World
- Réalisation : Stuart Orme
- Scénario : Adrian Hodges et Tony Mulholland d'après l'œuvre de Sir Arthur Conan Doyle
- Montage : David Yardley
- Photographie : David Odd
- Direction artistique : Gary Mackay et Catrin Meredydd
- Costume : James Keast
- Décors : Rob Harris
- Casting : Janey Fothergill
- Musique : Robert Lane
- Effets spéciaux : William Bartlett
- Producteur : Christopher Hall
- Coproducteur : Tim Haines
- Producteur exécutif : Delia Fine, Kate Harwood et Jane Tranter
- Producteur superviseur : Emilio Nunez
- Société de production : A&E Television Networks, BBC Films et RTL
- Format : Couleur – 1.85 : 1, 35mm
- Pays : Royaume-Uni, États-Unis et Allemagne
- Durée : 150 minutes
- Langue : anglais
- Dates de premières diffusions :
  -  Royaume-Uni : 25 décembre 2001 et 26 décembre 2001 sur BBC1
  -  États-Unis : 6 octobre 2002 et 7 octobre 2002 sur A&E
  -  France : 24 décembre 2002 sur TF1

## Distribution
- Bob Hoskins (VF : Marc De Georgi) : Professeur George Challenger
- James Fox (VF : Michel Le Royer) : Professeur Leo Summerlee
- Tom Ward (VF : Pierre-François Pistorio) : Lord John Phillip Roxton
- Matthew Rhys (VF : Fabrice Josso) : Edward Malone
- Elaine Cassidy (VF : Barbara Delsol) : Agnes Clooney
- Peter Falk (VF : Serge Sauvion) : Révérend Theo Kerr
- Nathaniel Lees : Chef indien
- Tamati Te Nohotu : Achille
- Nicole Whippy : Maree
- Inia Maxwell : Leader indien
- Tessa Peake-Jones : Madame Hilda Summerlee
- Tim Healy (VF : William Sabatier) : McArdle
- Joanna Page (VF : Sylvie Jacob) : Gladys
- Tom Goodman-Hill (VF : Arnaud Arbessier) : Arthur Hare
- Robert Hardy : Professeur Illingworth
- Malcolm Shields : Leader singe
- Paul Joseph : Singe 2
- Jane Howie : Singe 3
- Mason West : Singe 4
- Julia Walshaw : Singe 5
- Michael Bertenshaw : Reporter aux docks
- Jasper Jacob : L'homme de Stuttgart
- David Quilter : Homme d'affaires 1
- Terry Mortimer : Homme d'affaires 2
- Brian Abbott : Reporter 1
- Dominic Rowan : Reporter 2
- Laurence Kennedy : Homme en colère
- Bianca Chiminello : Selena
- Felicity Hamill : Enfant singe
- Luke Murray : Le fils de Summerlee

## Production
Le personnage d'Agnès, qui n'existe pas dans le roman original de Sir Arthur Conan Doyle, prend une grande place dans le scénario de la mini-série ; le réalisateur trouvant sans doute qu'une présence féminine dans l'expédition eût été préférable (à l'instar de la première adaptation cinématographique de 1925).
La mini-série corrige les erreurs de Conan Doyle qui suivait les connaissances de son époque concernant les dinosaures (certaines affirmations du livre peuvent paraître aujourd'hui fantaisistes). C'est l'équipe du documentaire de la BBC Sur la terre des dinosaures qui s'est chargée des effets spéciaux, en proposant un bestiaire préhistorique beaucoup plus crédible. D’ailleurs, les modèles des créatures en question ne sont d'autres que ceux des deux séries populaires de la BBC, Sur la terre des dinosaures et Sur la terre des géants, qui ont été réutilisés, tout en étant un peu modifiés.

### Tournage

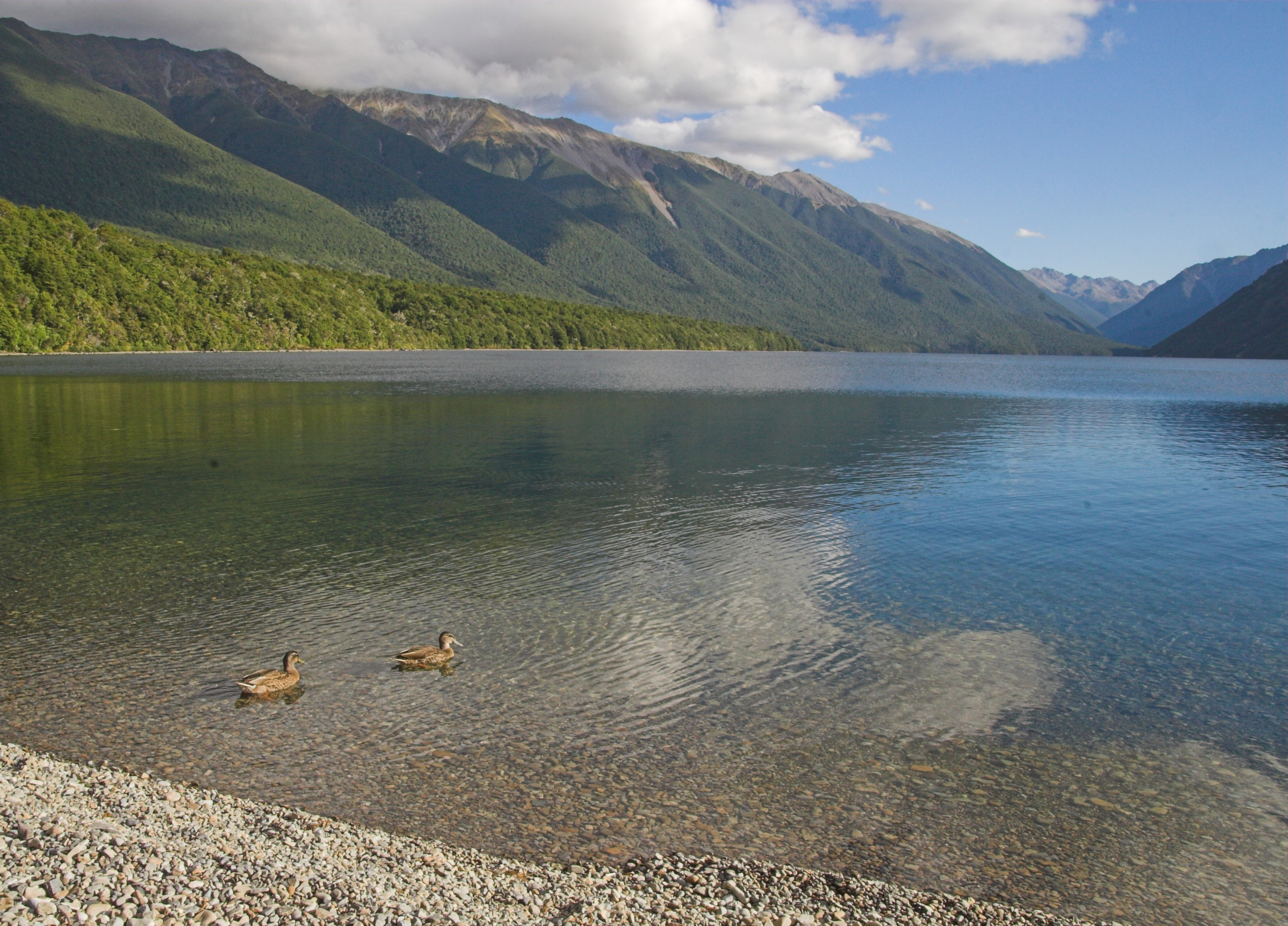
Le Lac Rotoiti dans le parc national des lacs Nelson ou le Lac Gladys dans la mini-série.

The Lost World a presque entièrement été tournée en Nouvelle-Zélande :
- Flock Hill dans la région de Canterbury
- Parc national des lacs Nelson
- Bay of Plenty
- Musée d'histoire naturelle de Londres

### Différence entre le roman et la mini-série
- Dans le roman, Edward Malone est envoyé par son rédacteur-en-chef interviewer le terrible professeur Challenger. Le jeune journaliste se fait passer pour un étudiant en science pour mieux approcher le zoologiste à son domicile. Ce dernier le démasque et s'ensuit alors une violente altercation. Challenger finit par pardonner Malone, et l'invite à la conférence à l'Institut de Zoologie après lui avoir brièvement parlé de ses découvertes. Dans la mini-série, Malone rencontre Challenger directement lors de la conférence en accompagnant son rédacteur-en-chef.
- Dans le roman, Gladys n'est pas la fille du docteur Illingworth. Elle se nomme Hungerton.
- Dans le roman, Lord John Roxton invite Malone chez lui pour lui faire passer un test de bravoure avant de lui dévoiler sa collection d'armes à feu. Cette scène n'est pas dans la mini-série.
- Les personnages du révérend Théo Kerr et d'Agnès n'existent pas dans le roman.
- Les personnages de Gomez, Manuel et Zambo ne sont pas dans la mini-série, ce qui modifie totalement la sous-intrigue qui condamne les explorateurs à errer sur le plateau après le sabotage de leur pont de fortune. Dans la mini-série, c'est le révérend qui fait chuter l'arbre tombé en travers du ravin (et non plus Gomez qui désire se venger de Roxton dans le roman).
- Dans la mini-série, on peut apercevoir un relief montagneux dans le Monde Perdu, ce qui est incompatible avec la topographie d'un tepui. Arthur Conan Doyle stipule bien dans son roman que le plateau est totalement plat et couvert de jungles, à l'exception d'un lac central (ancien cratère) et d'une butte abritant les grottes des indigènes.
- Les « hommes-singes » ont des traits beaucoup plus humains dans le roman. Le chef, petit, barbu et robuste, est même comparé à Challenger.
- Dans le roman, Lord Roxton rentre avec ses compagnons à Londres. Dans la mini-série, ses collègues, le croyant mort, l'abandonnent sur le plateau, et le chasseur reste vivre avec les indigènes.
- Lorsque les explorateurs reviennent de leur périple dans le roman, ils n'ont aucun scrupule à dévoiler les secrets du Monde Perdu. Dans la mini-série, Malone et Summerlee tiennent à ce que l'écosystème unique du plateau soit préservé et font passer leur expédition pour un gigantesque canular. Cependant, ce sera peine perdue, car Challenger aura rapportée un pteranodon du voyage, qui s'échappera après sa présentation aux public, ce qui est là, fidèle au roman.
- À la fin du roman, Malone ne se met pas en couple avec Agnès (puisque le personnage n'existe pas), et repart explorer le plateau en compagnie de Roxton.